# Abrocoma
Abrocoma (in greco antico: Ἀβρόκoμας?, Abròkomas; metà V secolo a.C. – dopo il 387 a.C.) è stato un satrapo persiano.

## Biografia
Abrocoma, durante la campagna militare intentata da Ciro il Giovane contro il Re dei Re, suo fratello Artaserse, fu nominato da quest'ultimo comandante di un esercito di trecentomila uomini, col quale aveva il compito di fermare Ciro.
Sembra che Abrocoma, quando Ciro arrivò a Tarso, fosse sull'Eufrate. A Isso quattrocento opliti greci disertarono dal suo esercito, unendosi a quello di Ciro. In seguito Abrocoma, invece di difendere i passi della Siria, preferì tentare di unire il suo esercito a quello comandato da Artaserse. Tentò anche di impedire che Ciro passasse l'Eufrate bruciando alcune barche, ma lui passò comunque.
Abrocoma, che era partito dalla Fenicia, non riuscì neanche a ricongiungersi in tempo colle truppe di Artaserse, dato che arrivò a Cunassa cinque giorni dopo la battaglia (estate 401 a.C.).
Nel 389-387 a.C. tentò inutilmente di riconquistare l'Egitto assieme ai satrapi Farnabazo e Titrauste.
Dopo questo momento non si hanno più notizie di Abrocoma.